# 奇爾馬里烏帕齊拉
奇爾馬里乌帕齐拉是孟加拉国古里格拉姆縣的一个乌帕齐拉，位於朗布爾专区的古里格拉姆縣。。

## 人口
據1991年孟加拉國人口普查，奇爾馬里共有戶數20,129戶，人口100516人。其中男性佔比49.98%，女性佔比50.02%；成年人口47,851人。該地7歲以上人口之平均識字率為23.7%，低於全國平均值（32.4%）。